# Julio César Uribe
Julio César Uribe Flores (Lima, 9 de mayo de 1958) es un exfutbolista peruano. Fue un centrocampista armador, dotado de un regate y una técnica superlativa, popularizó la jugada conocida como la elástica, en los años ochenta. Uribe es considerado como uno de los jugadores más destacados que ha tenido la selección de fútbol del Perú, con la que disputó la Copa Mundial de fútbol de 1982. Jugó en el Perú, Italia, Colombia y México. Considerado como uno de los máximos ídolos del Club Sporting Cristal.
Julio César Uribe fue uno de los mejores futbolistas de América en los años ochenta y es considerado uno de los jugadores más habilidosos que produjo el Perú. Era un mediocampista ofensivo dotado de un endiablado regate y gran habilidad con el balón en los pies.
Inició su carrera con Sporting Cristal y se convirtió, tras el retiro de Alberto Gallardo, en la máxima figura de aquel equipo obteniendo el primer bicampeonato de su historia en 1979 y 1980.
Su gran nivel hizo que en 1981 fuera elegido como el tercer mejor jugador de América por detrás de Diego Maradona y Zico. Al siguiente año, emigró a Italia y fichó por el Cagliari Calcio, club con el que se convirtió en el mejor futbolista extranjero de la primera mitad la temporada 1982-1983 en la Serie A. Posteriormente, también fue figura en Colombia con el Junior de Barranquilla y América de Cali, además de proclamarse campeón nacional en México con el Club América en 1988.
Con la selección peruana jugó la Copa Mundial de 1982 y anotó nueve goles en treinta y nueve partidos con la selección entre amistosos y partidos oficiales.

## Biografía
Julio César Uribe es hijo de Máximo Uribe y Esperanza Flores; es el cuarto de seis hermanos, tres hombres y tres mujeres. Desde joven estuvo interesado en dos deportes en particular: el fútbol y el boxeo, aunque finalmente se inclinó por seguir profesionalmente el primero. Su hijo Julio Edson Uribe también fue futbolista.

## Trayectoria

### Como jugador

Julio César Uribe posando con la camiseta del Sporting Cristal.

Llegó a las divisiones menores del Sporting Cristal en 1969, a los doce años, donde destacó desde corta edad en los juveniles. 
Su debut oficial con el plantel profesional ocurrió en diciembre de 1975 a los dieciocho años, en un partido jugado en el estadio de Matute frente a Atlético Grau, de Piura, donde jugó los últimos minutos. Dos fechas después, lo haría desde el arranque ante Alianza Lima, que terminó empatado 1-1. Julio César se ganó el titularato las siguientes temporadas y se convirtió, tras el retiro de Alberto Gallardo, en la gran promesa del Sporting Cristal.
En 1979, obtuvo el título de la primera división del Perú, siendo además la figura y goleador del equipo con veinte tantos. El siguiente año jugó dos recordados partidos ante River Plate en Buenos Aires, un amistoso que ganaron los celestes con gol suyo y un polémico partido por Copa Libertadores en donde volvió a anotar y ser figura. Fue tan grata la impresión dejada en la prensa argentina que lo bautizaron como el Diamante Negro. Volvió a obtener el título peruano en 1980, logrando el primer bicampeonato en la historia del Sporting Cristal.
En 1981, Uribe fue considerado el tercer mejor jugador de América, por detrás de Diego Maradona y Zico. El Diamante era una de las promesas de la Copa Mundial de fútbol de 1982, pero debido a problemas internos en el plantel no destacó más de lo esperado. 
Jugó en Sporting Cristal los primeros partidos del torneo 1982, luego fue transferido al Cagliari Calcio, de Italia, donde dejó buenos recuerdos y fragmentos de buen fútbol a la hinchada. Alternó aquí por tres temporadas, para desvincularse del club debido a una aguda crisis económica.
En 1986 fichó por el Atlético Junior de Colombia, donde realizó un gran campeonato y anotó dieciséis goles. Se convirtió rápidamente en ídolo del cuadro de Barranquilla. Al año siguiente, pasó al América de Cali. Fue contratado por el Club América de México, a mitad de la temporada 1987-1988, y fue campeón ese año. A pesar de sus buenas presentaciones, tuvo que dejar el cuadro mexicano debido a un sonado enfrentamiento con algunos jugadores. 
En septiembre de 1988, volvió al club que lo vio nacer, Sporting Cristal, para afrontar el torneo descentralizado peruano, la capitanía del equipo le es concedida y anota un total de cinco goles, logrando obtener dicho torneo tras ganar la liguilla final disputada en enero de 1989. Y se proclamó nuevamente campeón del fútbol peruano (su tercer título con el cuadro bajopontino) luego de derrotar a Universitario de Deportes (ganador del primer torneo) por 2-1 en partido jugado en el Estadio Nacional hasta tiempo suplementario.
En mayo de 1991, retornó al Sporting Cristal, donde tuvo más de un entredicho con el entrenador Juan Carlos Oblitas, y a mediados de octubre fue forzado a dejar el club que finalmente obtuvo el segundo torneo y el campeonato nacional. En sus últimos años, estuvo por el Independiente Medellín y Envigado, de Colombia, dejando en cada equipo destellos de su gran calidad y algunos buenos goles. 
Culminó su carrera siendo jugador-entrenador del Carlos A. Mannucci, de Trujillo, en 1994.

## Selección peruana
En 1977 fue convocado a la selección juvenil dirigida por Marcos Calderón que participó en el torneo sub-20 en Venezuela.
Con la selección de fútbol del Perú, clasificó para el Mundial de España 1982, siendo considerado casi unánimemente como la figura del equipo. Además, jugó treinta y nueve partidos y marcó nueve goles.

### Participación en Copas del Mundo
| Competición                    | Sede   | Resultado      | Partidos | Goles |
| ------------------------------ | ------ | -------------- | -------- | ----- |
| Copa Mundial de Fútbol de 1982 | España | Fase de grupos | 3        | 0     |

## Como entrenador
Cuando Uribe llegó como futbolista al Carlos A. Mannucci en 1994, en el ocaso de su carrera, se le ofreció ejercer como técnico-jugador. Ese año el club Manucci atravesaba por problemas económicos y luchaba por evitar el descenso, con Uribe en el plantel y encargado de la dirección técnica lograron salvarse en la última fecha. Continuó solo como entrenador en 1993, armando un plantel humilde y con muchas limitaciones pero haciendo una campaña interesante y quedando relegado por pocos puntos de alguna competición internacional. Lo contrario ocurrió en 1994, cuando contó con un importante respaldo económico de la dirigencia trujillana de la época y su equipo no pudo encontrar el rumbo, fue cesado a mitad de torneo.
La carrera de Uribe como técnico continuó en 1995, al frente del modesto Deportivo Municipal, un equipo que presentó la mayoría de juveniles y que realizó una buena campaña, manteniéndose durante todo el torneo entre los cinco primeros puestos. Su buena labor lo llevó al Alianza Lima ese mismo año, equipo líder con una importante ventaja de puntos y uno de los mejores planteles del medio. En una campaña muy mala, el equipo del Diamante perdió puntos increíbles y perdió el título a manos del Sporting Cristal y el ingreso a la Copa Libertadores a manos de Universitario de Deportes, resultados que motivaron su salida.
Uribe continuó su carrera como técnico en el extranjero, dirigiendo al Tecos de la UAG en 1996, club al que salvó de perder la categoría, además ganó la Recopa de la Concacaf disputada ese año. Continuó su carrera en el Junior de Barranquilla, el Juan Aurich, y dirigió nuevamente a los Tecos volviéndolos a salvar del descenso.
Fue designado como entrenador de la selección peruana sub-20 en el año 2000. Luego, fue designado para reemplazar a Francisco Maturana del cargo de la selección mayor que disputaba las clasificatorias para el Mundial del 2002. Tuvo un inicio auspiciador consiguiendo un empate en Brasil y victorias ante Chile y Colombia, pero consiguiendo pocos puntos en las últimas fechas. También dirigió a la selección en la Copa América 2001, llegando hasta la etapa de cuartos de final. Uribe fue cesado del cargo terminadas las clasificatorias, y con problemas con algún sector de la prensa que lo juzgaba por convocar a su hijo Julio Edson Uribe.
Luego, llegaron sus mejores campañas dirigiendo a los Tecos en 2002 y 2004 y al Cienciano en 2006. Con el club cusqueño, hizo una gran campaña en el Torneo Clausura de aquel año, que ganó luego de derrotar a Universitario de Deportes en la definición del título. Sin embargo, tuvo un sonado conflicto con el jugador Edison Chará, jugador titular del equipo que rehusó jugar el partido por el título ante Alianza Lima, que finalmente venció al Cienciano y lo dejó con el subtítulo. 
Debido a su buena campaña, fue designado entrenador de la selección peruana nuevamente, aunque duró solo siete partidos en el cargo luego de malos resultados en la Copa América 2007.
Uribe dirigió nuevamente al Cienciano, de 2008 a 2009, y al José Gálvez FBC en 2010.
El 6 de junio de 2017, fue presentado como entrenador del Club San José de la primera división de Bolivia. El 28 de agosto, fue destituido por malos resultados.
El 12 de junio de 2021, fue presentado como nuevo entrenador de Alianza Universidad, luego de la renuncia de Ronny Revollar.

## Clubes

### Como futbolista
| Club                   | País                | Año                 | Partidos | Goles | Prom. |
| ---------------------- | ------------------- | ------------------- | -------- | ----- | ----- |
| Sporting Cristal       | Perú                | 1975-1982           | +137     | 77    | +0.56 |
| Cagliari Calcio        | Italia              | 1982-1985           | 85       | 18    | 0.15  |
| Junior                 | Colombia            | 1986                | 38       | 16    | 0.42  |
| América de Cali        | Colombia            | 1987                | 11       | 6     | 0.54  |
| Club América           | México              | 1987-1988           | 29       | 11    | 0.38  |
| Sporting Cristal       | Perú                | 1988                | 22       | 5     | 0.23  |
| América de Cali        | Colombia            | 1989                | 20       | 8     | 0.40  |
| Tecos de la UAG        | México              | 1989-1991           | 61       | 18    | 0.30  |
| Sporting Cristal       | Perú                | 1991                | 14       | 4     | 0.29  |
| Independiente Medellín | Colombia            | 1992                | 20       | 0     | 0.00  |
| Envigado               | Colombia            | 1993                | 13       | 1     | 0.07  |
| Carlos A. Mannucci     | Perú                | 1994                | 20       | 0     | 0.00  |
| Total en su carrera    | Total en su carrera | Total en su carrera | +470     | 158   | 0.34  |

### Como entrenador
| Club                         | País     | Año       |
| ---------------------------- | -------- | --------- |
| Carlos A. Mannucci           | Perú     | 1993-1994 |
| Deportivo Municipal          | Perú     | 1995      |
| Alianza Lima                 | Perú     | 1995      |
| Tecos de la UAG              | México   | 1996      |
| Junior                       | Colombia | 1996-1997 |
| Yunnan Hongta FC             | China    | 1998      |
| Juan Aurich                  | Perú     | 1999      |
| Selección de fútbol del Perú | Perú     | 2000-2002 |
| Tecos de la UAG              | México   | 2002      |
| Querétaro FC                 | México   | 2003      |
| Tecos de la UAG              | México   | 2004      |
| Cienciano                    | Perú     | 2006-2007 |
| Selección de fútbol del Perú | Perú     | 2007      |
| Cienciano                    | Perú     | 2008-2009 |
| José Gálvez FBC              | Perú     | 2010      |
| Unión Comercio               | Perú     | 2011-2012 |
| Universidad San Martín       | Perú     | 2013-2014 |
| Unión Comercio               | Perú     | 2017      |
| Club San José                | Bolivia  | 2017      |
| Juan Aurich                  | Perú     | 2017      |
| Alianza Universidad          | Perú     | 2021      |

## Palmarés

### Como jugador

#### Campeonatos nacionales
| Título                    | Club             | País   | Año  |
| ------------------------- | ---------------- | ------ | ---- |
| Primera división del Perú | Sporting Cristal | Perú   | 1979 |
| Primera división del Perú | Sporting Cristal | Perú   | 1980 |
| Liga MX                   | Club América     | México | 1988 |
| Primera división del Perú | Sporting Cristal | Perú   | 1988 |
| Primera división del Perú | Sporting Cristal | Perú   | 1991 |

### Como entrenador

#### Campeonatos nacionales
| Título          | Club      | País | Año  |
| --------------- | --------- | ---- | ---- |
| Torneo Clausura | Cienciano | Perú | 2006 |

#### Campeonatos internacionales
| Título                | Club            | País   | Año       |
| --------------------- | --------------- | ------ | --------- |
| Recopa de la Concacaf | Tecos de la UAG | México | 1995-1996 |

### Distinciones individuales
| Distinción                                                                     | Otorgada por                 | Año  |
| ------------------------------------------------------------------------------ | ---------------------------- | ---- |
| Futbolista revelación del Perú                                                 | Primera división del Perú    | 1975 |
| Futbolista peruano del año                                                     | Primera división del Perú    | 1981 |
| 3.er mejor jugador de América                                                  | El Gráfico                   | 1981 |
| 9.º mejor futbolista sudamericano del año en el mundo                          | Diario El Mundo              | 1982 |
| Mejor jugador extranjero de la Serie A                                         | Serie A                      | 1983 |
| Máximo Goleador del Torneo José Eduardo Gnecco                                 | Primera división de Colombia | 1986 |
| Máximo goleador del Torneo Héctor Mesa                                         | Primera división de Colombia | 1987 |
| 8.º mejor futbolista sudamericano del año en el mundo                          | Diario El Mundo              | 1988 |
| Distinguido como jugador histórico del Sporting Cristal por sus cincuenta años | Sporting Cristal             | 2006 |
| Distinguido como jugador histórico del Cagliari Calcio                         | Cagliari Calcio              | 2007 |
| Premio Especial del Balón de Oro del Perú                                      | Federación Peruana de Fútbol | 2009 |
| Premio Honor al Mérito del Fútbol Sudamericano de la Conmebol                  | Conmebol                     | 2011 |